# Heteropoda cavernicola
Heteropoda cavernicola är en spindelart som beskrevs av Davies 1994. Heteropoda cavernicola ingår i släktet Heteropoda och familjen jättekrabbspindlar.
Artens utbredningsområde är Western Australia. Inga underarter finns listade i Catalogue of Life.